# Мотутапу
Мотутапу (англ. Motutapu Island) — остров в Новой Зеландии. Является частью морского заповедника «Залив Хаураки». Полное маорийское название острова — Те-Мотутапу-а-Таикеху (маори Te Motutapu a Taikehu), что в переводе с языка маори означает «священный остров Таикеху» (Таикеху был жрецом в племени таинуи). Согласно легенде, название было дано Мотутапу в честь полинезийской родины новозеландских маори.

## География
Мотутапу расположен в заливе Хаураки к северо-востоку от новозеландского города Окленд. В непосредственной близости находится остров Рангитото, с которым Мотутапу соединён мостом, построенным американскими военными в годы Второй мировой войны. Общая площадь острова составляет 15,1 км².
Остров является достаточно древним: он сформировался в юрский период около 135 млн лет назад, когда ещё существовал суперконтинент Гондвана. С точки зрения геологического строения, основной горной породой, лежащей в основе Мотутапу, является граувакка. Около 600 лет назад в ходе вулканического извержения, в результате которого произошло формирование соседнего острова Рангитото, на Мотутапу выпало до 75 % базальтового пепла и лапилли.
Местная флора и фауна была подвергнута значительному воздействию как со стороны природного, так и антропогенного факторов. Изначально Мотутапу был покрыт прибрежными пойменными лесами, схожими с теми, что встречаются на островах Уаихеке и других островах залива Хаураки. Однако в результате извержения на Рангитото около 600 лет назад большая часть леса была уничтожена, хотя вскоре произошло его восстановление. С появлением европейских колонизаторов почти весь остров был расчищен под фермы. В настоящее время коренные леса с преобладанием похутукавы встречаются на побережье. Другие деревья, произрастающие на острове, — тавапоу, кохекохе, тараире, махоэ, пурири, кофаи, мангеао и карака. В последние годы на Мотутапу произошли коренные изменения в вопросе лесных насаждений. Благодаря деятельности волонтёров было высажено до 0,75 км² леса.
Фауна острова представлена преимущественно разнообразными птицами: маорийскими зуйками (лат. Charadrius obscurus), новозеландскими плодоядными голубями (лат. Hemiphaga novaeseelandiae), новозеландскими огарями (лат. Tadorna variegata), султанками.

## История
Коренными жителями острова являются представители маорийского племени нгаи-таи, которые населяли Мотутапу ещё до появления соседнего острова Рангитото около 600 лет назад. Об этом свидетельствуют многочисленные археологические находки и памятники (всего около 300), в том числе фортификационные сооружения, или па. Во время вулканического извержения вблизи Мотутапу он был покинут местным населением, однако после его завершения оно вновь вернулось на традиционные места своего проживания. Основным же занятием местных маори было сельское хозяйство, развитию которого способствовало высокое плодородие вулканической почвы.
В 1820-х годах большинство населения островов в заливе Хаураки, в том числе Мотутапу, было вывезено в связи с угрозами со стороны племени нгапухи, представители которого к тому времени уже были вооружены мушкетами. Племя нгати-таи, предположительно, укрылось у Маунгатаутари. Однако уже к 1836 году большинство местных жителей вернулось на острова. С тех пор нгати-таи владело Мотутапу вплоть до продажи в 1840 году северной части острова европейцу Томасу Максвелу, с появлением которого на острове было положено начало развитию фермерства. В 1845 году южная часть Мотутапу также была выкуплена европейцами. В 1869—1870 годах остров купили братья Рейд, которые оставались его владельцами вплоть до 1943 года. В ходе европейской колонизации на Мотутапу, недалеко от бухт Эму и Хоум, появились небольшие усадьбы, а уже к началу XX века остров стал популярным местом отдыха для жителей соседнего Окленда.
В годы Второй мировой войны на острове находились фортификационные сооружения для защиты Оклендской бухты от атак со стороны моря. Ещё в июне 1936 года были построены батарея для защиты от артиллерии и наблюдательный пункт. Также с 1936 по 1944 года на Мотутапу были построены военные лагеря, бараки, дороги и мост, соединивший остров с Рангитото.
В 1967 году Мотутапу стал частью морского заповедника «Залив Хаураки», а в 1987 году управление островом было передано Департаменту защиты окружающей среды Новой Зеландии.